# Gekko (processor)
För andra betydelser, se Gekko.

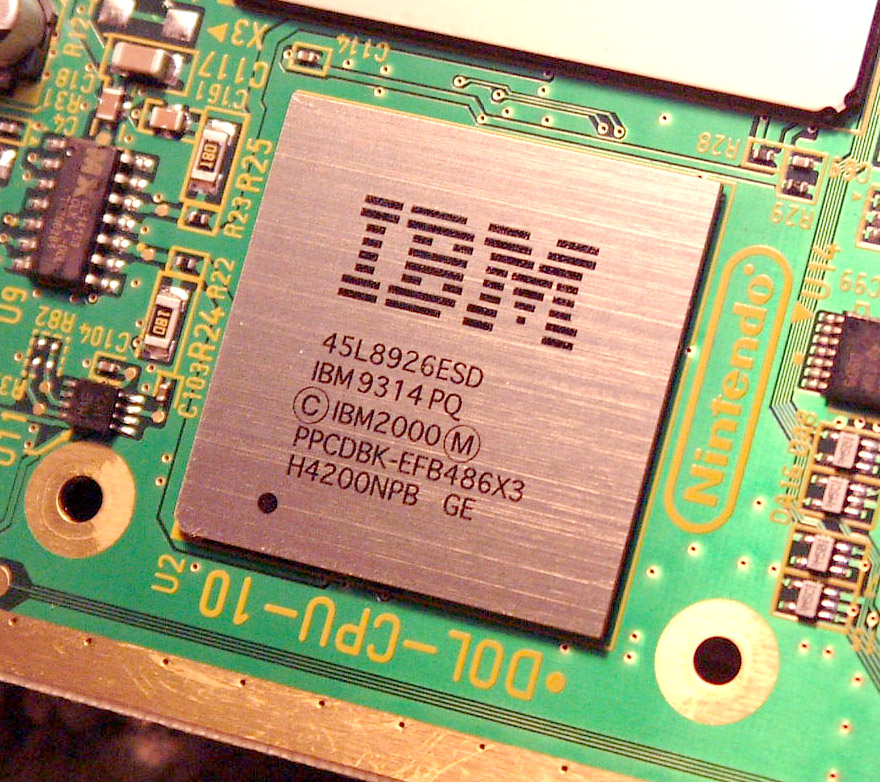
Närbild på en Gekkoprocessor.

Gekko är en IBM-tillverkad processor som används i Nintendos GameCube-TV-spelskonsoler. Processorn är av RISC-typ och har flera gemensamma egenskaper med övriga processorer som ingår i PowerPC-familjen.